# 遊仙窟
『遊仙窟』（ゆうせんくつ）は、中国唐代に書かれた伝奇小説である。

## 概要
作者は唐の張鷟と伝えられる。作者と同名の「張文成」なる主人公が、黄河の源流を訪れる途中、神仙の家に泊まり、寡婦の崔十娘（さいじゅうじょう）、その兄嫁の五嫂（ごそう）らと情を交わし、一夜の歓を尽くすが、明け方に外のカラスが騒がしくなり情事が中途半端に終わらせられる、というストーリーである。
唐代の伝奇小説の祖ともいわれるが、中国では早くから佚存書となり、存在したという記録すら残っていない。後に魯迅によって日本から中国に再紹介された。
文章は当時流行した駢文（四六文）によって書かれている。

## 日本での伝承
日本では遣唐使が帰途にあたり、この本を買って帰ることが多く流行した。例えば、奈良時代の山上憶良は『万葉集』に「遊仙窟に曰く、九泉下の人は、一銭にだに直（あたひ）せず」と記している。また『万葉集』巻4の大伴家持による国歌大観番号の741、742、744番の相聞歌も『遊仙窟』中の句を踏まえている。
また、松尾芭蕉の俳句「つね憎き烏も雪の朝哉」や高杉晋作の都々逸「三千世界の烏を殺し 主と朝寝がしてみたい」、更にそれを踏まえた落語「三枚起請」も、作中で情事を邪魔したカラスを踏まえたものである。
なお『唐物語』第9篇は張鷟（張文成）と則天武后が絡む話だが、中国典籍が古来不詳である。

## 伝本について
『遊仙窟』の日本国内に残存する主要な伝本は、山田孝雄によれば4種ある。
- 醍醐寺所蔵古鈔本、巻子1軸。奥書によると正安2年（1300年）の鈔本を康永3年（1344年）権大僧都宗算が書写したもの。
- 名古屋真福寺所蔵古鈔本、賢智という僧侶が北朝の文和2年（1353年）加賀国板津の大日寺で書写したもの、1巻本。
- 『遊仙窟 全』1巻1冊 中野太良左衛門開板 慶安5年（1652年）、文保3年文章生衛坊の序あり。注あり。寛永年間の刊本の重刊という説もある。
- 『遊仙窟鈔』5巻 貫器堂重之他開板、村上治兵衛刻 元禄3年（1690年）。首書にかな交じりの釈がある。同じ版でいくつかの書肆から明治年間まで刊行。

## 日本語訳
- 樋口澪標[13] 訳『遊仙窟』 春潮社 1935年
- 魚返善雄 訳『完訳遊仙窟』 束書房 1948年[14]
- 漆山又四郎 訳註『遊仙窟』岩波文庫  1949年 [15]
- 魚返善雄 訳『遊仙窟』創元文庫  1953年 [16]
- 前野直彬 編訳『六朝・唐・宋小説集　中国古典文学大系』平凡社 1968年[17]

底本は、慶安5年（1652年）刊本、元禄3年（1690年）刊本を最古の康永3年（1344年）の醍醐寺所蔵写本で校訂したもの。
- 前野直彬 ほか編訳 『幽明録・遊仙窟 他』平凡社東洋文庫 1965年[18]
- 八木沢元 訳『遊仙窟全講』明治書院 1967年[19]
- 今村与志雄 訳『遊仙窟』岩波文庫  1990年[20]
- 成瀬哲生 訳著『古鏡記・補江総白猿伝・遊仙窟　中国古典小説選』明治書院 2005年 [21]

## 注・出典
1. ↑  ちょうさく、660-732年？：前野直彬『六朝・唐・宋小説選』 p.471、一説に 657-730年（早稲田大学 古典籍総合データベース、遊仙窟慶安5年本）。
2. ↑  前野直彬『六朝・唐・宋小説選』 p.471
3. ↑  深澤一幸（1949年生-、大阪大学名誉教授）『葉徳輝の「双梅景闇叢書」をめぐって』,言語文化研究 (38), 67-91, 2012pdf、p.80 。
4. ↑  『平成23年度筑波大学附属図書館特別展』パンフレット　遊仙窟の解説、p.24 江戸時代前期刊本の解説 下段に魯迅に関する記述がある。pdf
5. ↑  『旧唐書』卷一百四十九 列傳第九十九 の張薦傳に「新羅、日本東夷諸蕃，尤重其文，每遣使入朝，必重出金貝以購其文，其才名遠播如此。」とある。但し『遊仙窟』への言及はない。 中国語版ウィキソースに本記事に関連した原文があります：舊唐書/卷149。『新唐書』卷一百六十一 列傳第八十六 では「新羅、日本使至，必出金寶購其文。終司門員外郎。となっており、同様『遊仙窟』には7言及しない。 中国語版ウィキソースに本記事に関連した原文があります：新唐書/卷161
6. ↑  『萬葉集』巻第五「沈痾自哀文（ちんあじあいのふみ）」の後半に「遊仙窟曰 九泉下人 一錢不直」とある。 ウィキクォートには、沈痾自哀文に関する引用句があります。 。これは『遊仙窟』「少府謂言兒是九泉下人，明日在外處，談道兒一錢不值」（殿さまはわたくしを亡者も同然に思っておいでなのですよ。あしたよそへいらっしゃれば、あの女は三文の値打ちもないとおっしゃるにきまっていますわ：前野直彬訳）という艶事における約束の文句であるが、憶良は違った文脈に引用している。
7. ↑  741は「夢之相者 苦有家里 覚而 掻探友 手二毛不所触者」（夢の逢ひは　苦しかりけり おどろきて 掻き探れども 手にも触れねば）。これは『遊仙窟』「少時、坐睡、則夢見十娘、驚覺攬之、忽然空手、心中悵怏、復何可論」（そのうち、いつかうたたねの夢路にはいれば、十娘の姿があらわれた。はっと目ざめて手さぐりに求めたが、たちまち消えて手ごたえはない。このときの心のさびしさは、言いようもないほどであった：前野直彬訳）を踏襲している。
8. ↑  742は「一重耳 妹之将結 帶乎尚 三重可結 吾身者成」（一重のみ　妹が結ばむ　帯をすら　三重結ぶべく　我が身は成りぬ）。これは『遊仙窟』最後の場面、「日日衣寬、朝朝帶緩」（日に日に身はやせ衰えて着物のゆるく、朝ごとに帯のゆるむをおぼえるばかり：同上）の類想。
9. ↑  744は「暮去者 屋戸開設而 吾将待 夢尓相見二 将来云比登乎」（夕さらば 屋戸開け設けて 我れ待たむ 夢に相見に 来むといふ人を）は『遊仙窟』終盤、涙ながらに別れの詩を交換する場面、「今宵莫閉戶，夢裡向渠邊」（君こよい 扉をとざすことなかれ 夢なりと 君がみもとに通わんものを）を踏襲。
10. ↑  訓読は『日本の古典-完訳 第3巻 萬葉集（二）』1984年 小学館 ISBN 978-4095560038 による。
11. ↑   On Air 2019.10.19 第341話　カラス, ピートのふしぎなガレージ,  オリジナルの2019-10-23時点におけるアーカイブ。
12. ↑  『典籍説稿』1934年 西東書房 「遊仙窟(醍醐寺本)」の解題、p.117 。影印 。（これ以後発見されたものや残巻、断簡などもある）
13. ↑  ひぐちみおつくし、
14. ↑  張文成 原作 (1948). 魚返善雄 訳. “遊仙窟 : 完訳”. 束書房.
15. ↑   遊仙窟. 岩波文庫. (1949)
16. ↑   遊仙窟. 創元文庫. (1953)
17. ↑   中国古典文学大系  24　六朝・唐・宋小説選. 平凡社. (1968年7月)。旧版は中国古典文学全集、1962年
18. ↑   幽明録・遊仙窟　他. 平凡社東洋文庫43. (1965年5月)
19. ↑   遊仙窟全講. 明治書院. (1967)
20. ↑   遊仙窟. 岩波文庫. (1990年1月)
21. ↑   中国古典小説選4　古鏡記・補江総白猿伝・遊仙窟【唐代I】. 明治書院. (2005年11月)